# Ctenophthalmus acunus
Ctenophthalmus acunus är en loppart som beskrevs av Jordan 1929. Ctenophthalmus acunus ingår i släktet Ctenophthalmus och familjen mullvadsloppor. Inga underarter finns listade i Catalogue of Life.